# Cividale del Friuli
Cividale del Friuli (furlanisch Cividât, slowenisch Čedad, deutsch gelegentlich Östrich) ist eine Stadt in der nordostitalienischen Region Friaul-Julisch Venetien mit rund 11.000 Einwohnern.

## Name
In römischer Zeit hieß die Stadt Forum Iulii, aus dem später Friuli, der Name für die gesamte Region, hervorging. Als das Langobardenreich im Jahre 776 endgültig durch die Franken besiegt wurde, erhielt sie den Namen Civitas Austriae, was „Stadt des Ostens“ bedeutet, da Italien, ähnlich wie das Frankenreich, in einen westlichen (Neustrien) und einen östlichen (Austrasien) Teil gegliedert wurde. Der Name Cividal d'Austria hielt sich bis in die frühe Neuzeit als volkstümlicher Name. Daraus entwickelten sich Cividale del Friuli, was seit dem 16. Jahrhundert gebräuchlich wurde, aber auch der deutsche Name Östrich.

## Einwohnerzahl
Cividale zählte am 31. Dezember 2023 10.780 Einwohner. Hundert Jahre zuvor hatte sie bereits 11.622 Einwohner, seither stagniert die Zahl etwa zwischen 10.000 und 11.700. 1881 hatte sie 8.118 Einwohner, 1878 8.303. Kurz nach dem Anschluss an Italien zählte man 6.812 Einwohner. Bis zur Industrialisierung im späteren 19. Jahrhundert war die Bevölkerung deutlich kleiner. So zählte man 1824 nur 5.307 Einwohner.
Für die Zeit vor der genaueren Erfassung liegen für das 18. Jahrhundert gleichfalls, wenn auch nur angenäherte Zahlen vor. So nennt Cristoforo Tentori für das späte 18. Jahrhundert rund 2.000 Einwohner.

## Geographie
Cividale liegt rund 17 km östlich von Udine und wenig mehr als 10 km von der Grenze zu Slowenien entfernt. Die Stadt erstreckt sich beiderseits des kleinen Flusses Natisone und liegt auf den äußersten Ausläufern der Julischen Alpen.

## Geschichte

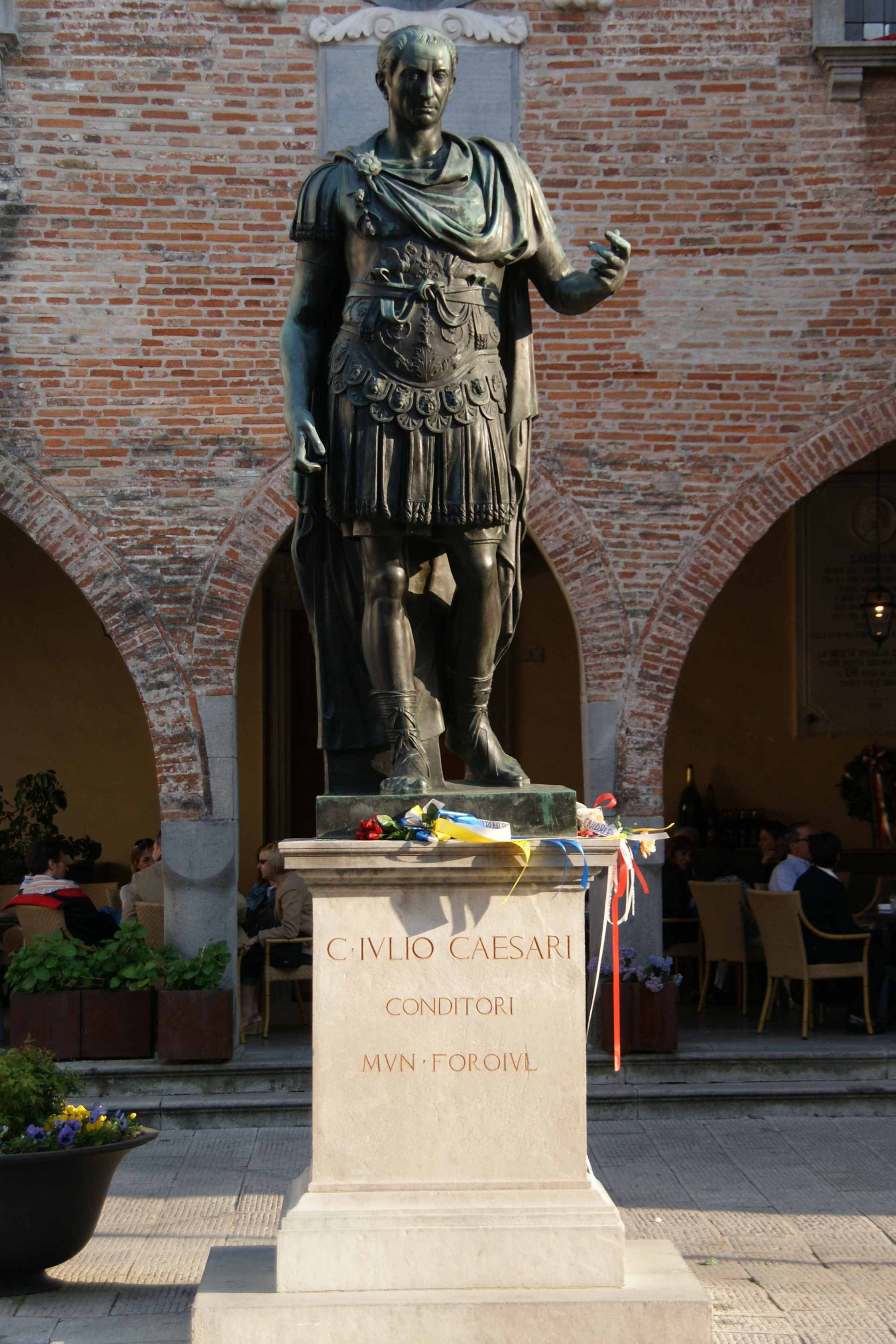
Statue des Stadtgründers Julius Caesar vor dem Rathaus

Die Stadt war ursprünglich eine keltische Siedlung, die von Gaius Iulius Caesar zur Stadt erhoben wurde (lat. Forum Iulii, Marktplatz des Iulius). Im Zuge der Völkerwanderung hielt sich in der Stadt eine Bevölkerung, die kulturell und durch ihre dem Ladinischen verwandte Furlanische Sprache mit den Alpenromanen verbunden war. Kirchlich unterstand Cividale ab dem 8. Jahrhundert über lange Zeit dem Patriarchat von Aquileia.
Während der Völkerwanderungszeit hatte seine Bevölkerung besonders zu leiden, da die Stadt unmittelbar westlich der Sperrwerke der Claustra Alpium Iuliarum im Birnbaumer Wald lag, eines Gebirgspasses in den Julischen Alpen, der häufig von plündernden Armeen und ganzen Völkern als Einfallstor nach Italien benutzt wurde. Allerdings konnte die Stadt auf Umwegen auch von den Zerstörungen, etwa durch die Hunnen unter Attila im Jahr 452 profitieren, als diese die Provinzhauptstadt Aquileia zerstörten. So übernahm Cividale, von dem man annahm, es sei nun zur Provinzhauptstadt avanciert, und das tatsächlich schnell wuchs, die Verteidigung der Alpen. Dies schloss auch die Umsiedlung von Speichern für die Armee ein.
Die Stadt gehörte nach dem Untergang Westroms zunächst zum Reich Odoakers (bis 493), dann zum Ostgotenreich Theoderichs und schließlich zu Byzanz. 
Im Herbst 568 wurde die Stadt, wohl kampflos, von den Langobarden besetzt, die erst seit wenigen Monaten begonnen hatten, nach Norditalien zu ziehen. Cividale wurde zum Mittelpunkt des Herzogtums Friaul gemacht. Dessen erster Herzog wurde Gisulf I. Um das Jahr 610 wurde Cividale allerdings von den Awaren geplündert. Nachdem Herzog Gisulf II. in der Schlacht gefallen war, suchte seine Frau Romilda mit ihren Söhnen in ihren Mauern Zuflucht. Den Awaren gelang es in die Stadt einzudringen. Den Berichten des Paulus Diaconus zufolge soll Romilda, die Witwe des Herzogs, selbst die Tore der Stadt geöffnet haben, da sie von der Schönheit des Barbarenherrschers geblendet war. Die männlichen Stadtbewohner wurden ermordet, die Frauen und Kinder unter den Awaren aufgeteilt, Romilda selbst wurde ermordet. Nur den Kindern Gisulfs gelang die Flucht.

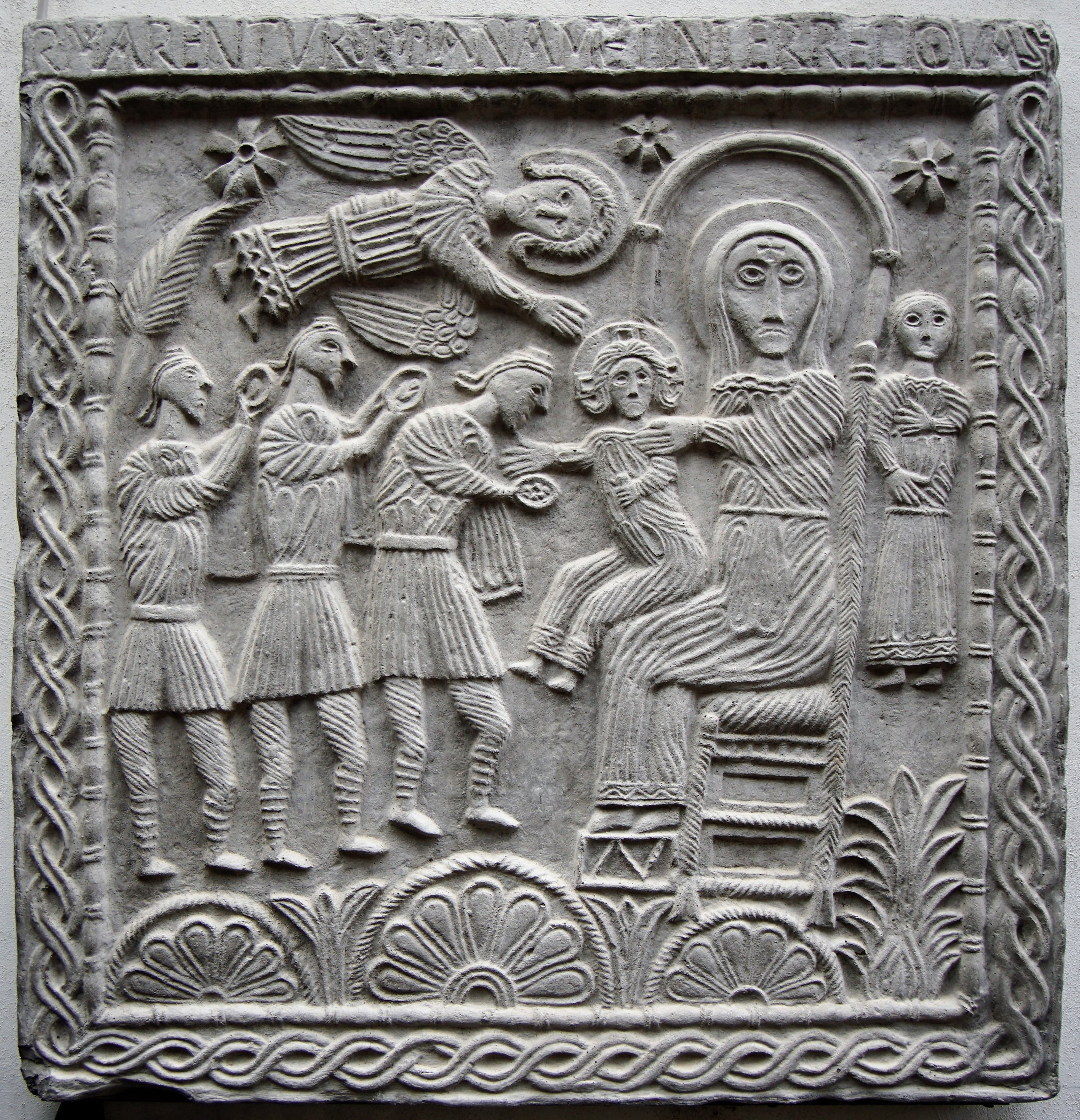
Der von König Ratchis für seinen Vater Pemmo gestiftete Altar, entstanden zwischen 737 und 744, Verehrung Jesu und seiner Mutter durch die Heiligen drei Könige, nebst geflügeltem Engel und einer weiteren Figur

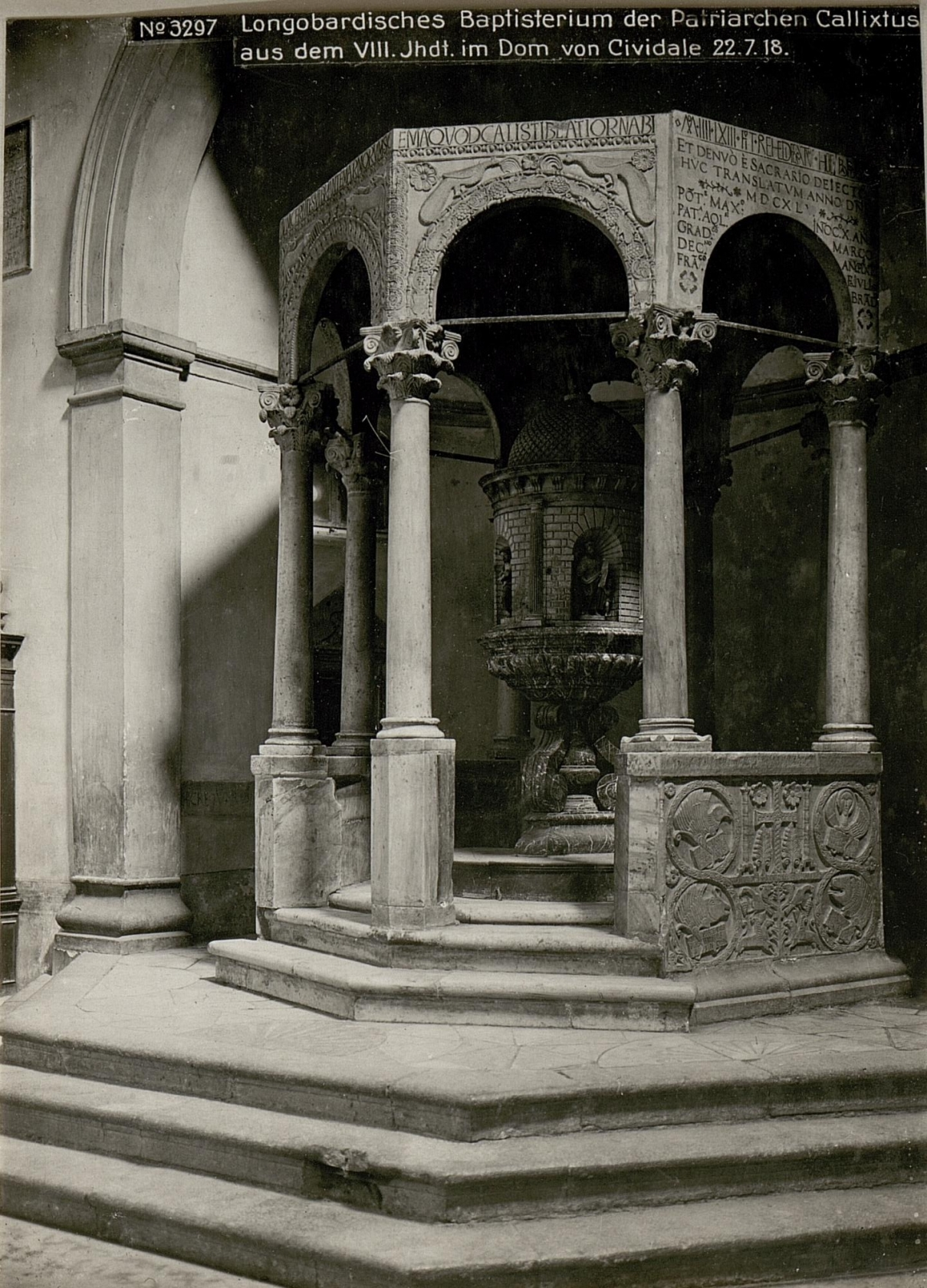
Baptisterium des Patriarchen im Dom von Cividale, fotografiert 1916

Nach der Historia Langobardorum des Paulus Diaconus wurde Calixtus, der adlige, langobardische Diakon aus Treviso, mit Unterstützung König Liutprands zum Bischof von Cividale erhoben (zwischen 718 und 728). Als Nachfolger des Serenus († 730) führte er den Titel eines Patriarchen von Aquileia. Nun folgte ein heftiger Streit um den Sitz in Cividale, denn wegen der Streifzüge der Slawen wurde dem Bischof von Zuglio (Krain) der Umzug in die Hauptstadt des Herzogtums, nach Cividale, genehmigt. Herzog Pemmo sträubte sich aber gegen den avisierten Umzug des Patriarchen von Cormòns, einem kleinen Städtchen, in seine Hauptstadt. Kurzerhand beanspruchte Calixtus die Residenz des besagten flüchtigen Bischofs vor den Slawen, womit er den Herzog zu übertölpeln versuchte. Pemmo, der den Patriarchen gefangensetzen ließ, wurde nun selbst vor das königliche Gericht gezerrt und inhaftiert. Nun zog Pemmos ältester Sohn Ratchis mit Genehmigung des Königs in die Residenz ein. Die Residenz des Patriarchen Calixtus entstand dort, wo sich heute der Palast der venezianischen Proveditori befindet.
Unter den Karolingern, die 774 das Langobardenreich erobert hatten, wurde Cividale Teil der Mark Friaul, dann der Markgrafschaft Verona, gelangte dann unter die Landesherrschaft des Patriarchen von Aquileia. Das Patriarchat fiel wiederum 1421 an die Republik Venedig, womit eine sehr viel stärkere Ausrichtung auf deren Bedürfnisse erfolgte. Cividale war bereits 1419 an die Republik gefallen. Der spätere Doge Francesco Donà ließ 1519 bis 1521 die Befestigungswerke wiederherstellen.
Ab 1553 wurde die Stadt direkt von Venedig regiert. Ende des 16. Jahrhunderts wurde die Stadt von einer der Pestwellen getroffen. Um diese Zeit verlor Cividale die Dominanz in der Provinz an Udine.

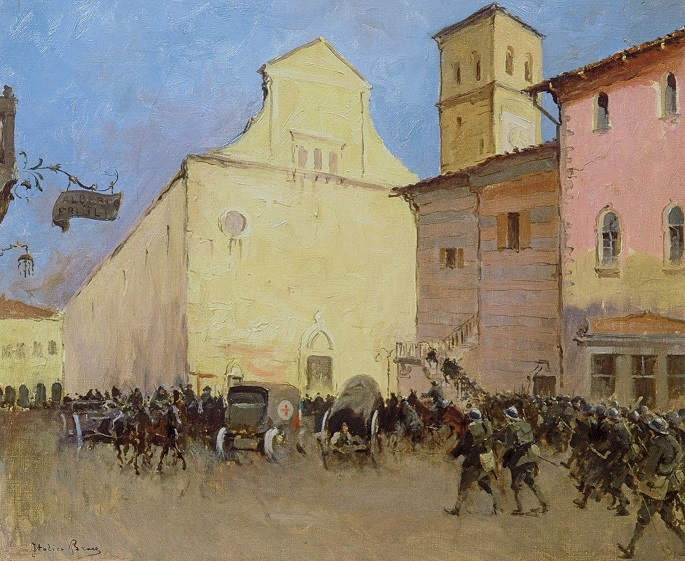
Italico Brass (1870–1943): Soldaten in Cividale, 1916

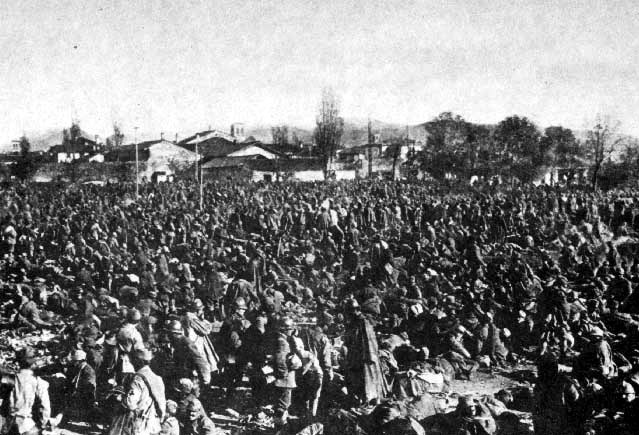
Italienische Gefangene bei Cividale, 1917

Es folgte die Herrschaft der Habsburger (kurz von einem französischen Intermezzo unterbrochen) und 1866 die Eingliederung in das Königreich Italien. Während der österreichischen Zeit erlebte die Kommune einen wirtschaftlichen Niedergang. Erst am 24. Juni 1886 wurde Cividale unter der Federführung der Società Veneta per Imprese e Costruzioni Pubbliche aus Padua an das Eisenbahnnetz angebunden.
Am 27. Oktober 1917 erlitt die italienische Armee ein Jahr vor Kriegsende eine schwere Niederlage bei Cividale gegen die deutsche Armee. Erst im Oktober 1918 gelang Italien die Rückeroberung der Stadt.
Nach dem Sturz Mussolinis beanspruchte das nationalsozialistische Deutsche Reich die Herrschaft über Italien. Wie die gesamte Region Friaul – Julisch Venetien gehörte Cividale seit Beginn der deutschen Besatzung nach Bekanntwerden der italienischen Kapitulation von September 1943 bis April 1945 zur für eine spätere Angliederung vorgesehenen Operationszone Adriatisches Küstenland. Ab Mitte September 1943 diente die „Principe Umberto“-Kaserne den Besatzern als Ortskommandantur. In der Folge wurde diese Kaserne zu einem der drei größten Zentren zur Partisanenbekämpfung in der Region. Heinrich Himmler erklärte die gesamte Region wegen der umfangreichen Partisanenaktivitäten am 9. November 1943 zum „Bandenkampfgebiet“. Bereits am 2. Oktober 1943 war auf dem Kasernenareal Antonio Rieppi, ein Mitglied der Garibaldi Brigade „Natisone“, ermordet worden. Mitte Juli 1944 zogen Einheiten der 24. Waffen-Gebirgs-(Karstjäger-)Division in Cividale ein. Mindestens 113 Menschen wurden bis Ende April 1945 auf diesem Areal umgebracht, ihre Leichen in Massengräbern am Ufer des hinter der Kaserne fließenden Natisone verscharrt. Diese Massengräber werden „Fosse del Natisone“ genannt. Am 18. Dezember 1944 wurden im Sportstadion acht Partisanen erschossen.
Cividale del Friuli blieb beim Erdbeben im Friaul 1976 nahezu unversehrt, obwohl es genau auf jener Linie der am meisten heimgesuchten Orte liegt, die sich an den Südhängen und im Vorland der Julisch-Karnischen Alpen hinzieht.

## Wirtschaft und Verkehr
Zu erreichen ist Cividale über die Staatsstraße SS 54 von Udine nach Kobarid in Slowenien (eigentlich nur noch bis zur Grenzstadt Pulfero), oder über die Bahnlinie Udine–Cividale, die seit 1886 verkehrt.

## Sehenswürdigkeiten

### Teufelsbrücke

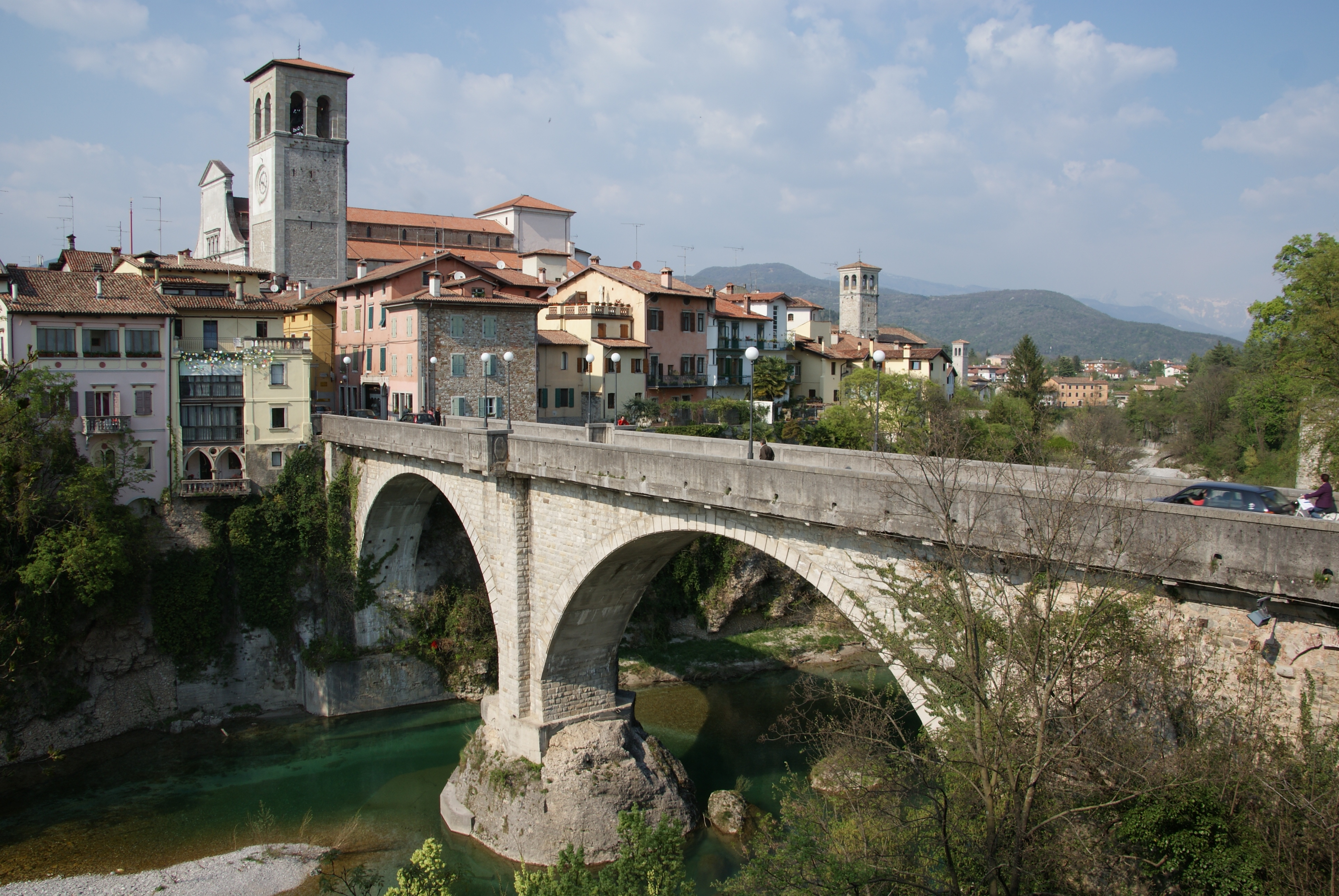
Teufelsbrücke mit Dom im Hintergrund

Über den Natisone führt die Teufelsbrücke, das Wahrzeichen der Stadt. Der Entstehungssage nach baute der Teufel die Brücke über den reißenden Fluss. Als Lohn sollte er die Seele des Ersten, der sie benutzte, erhalten. Nach der Fertigstellung jagten die Bürger jedoch einen Hund über die Brücke. Am Flussufer ist in den Stein ein Gewölbe eingehauen, das als keltisches Hypogäum, römischer Kerker oder auch langobardisches Gefängnis bekannt ist.

### Piazza del Duomo
In der Altstadt befindet sich auf der zentralen Piazza del Duomo der Palazzo Pretorio oder auch Palazzo dei Provveditori Veneti genannt, dessen Entwurf Andrea Palladio zugeschrieben wird und der zwischen 1565 und 1586 errichtet wurde. Seit 1990 ist dort das Archäologische Nationalmuseum untergebracht. Neben der Sammlung langobardischer Fundstücke sind auch Teile der zum UNESCO-Weltdokumentenerbe gehörenden Reichenauer Handschriften aufbewahrt. In der Nähe der Piazza befindet sich der 1565 errichtete Stadtpalast.

### Dom Santa Maria Assunta

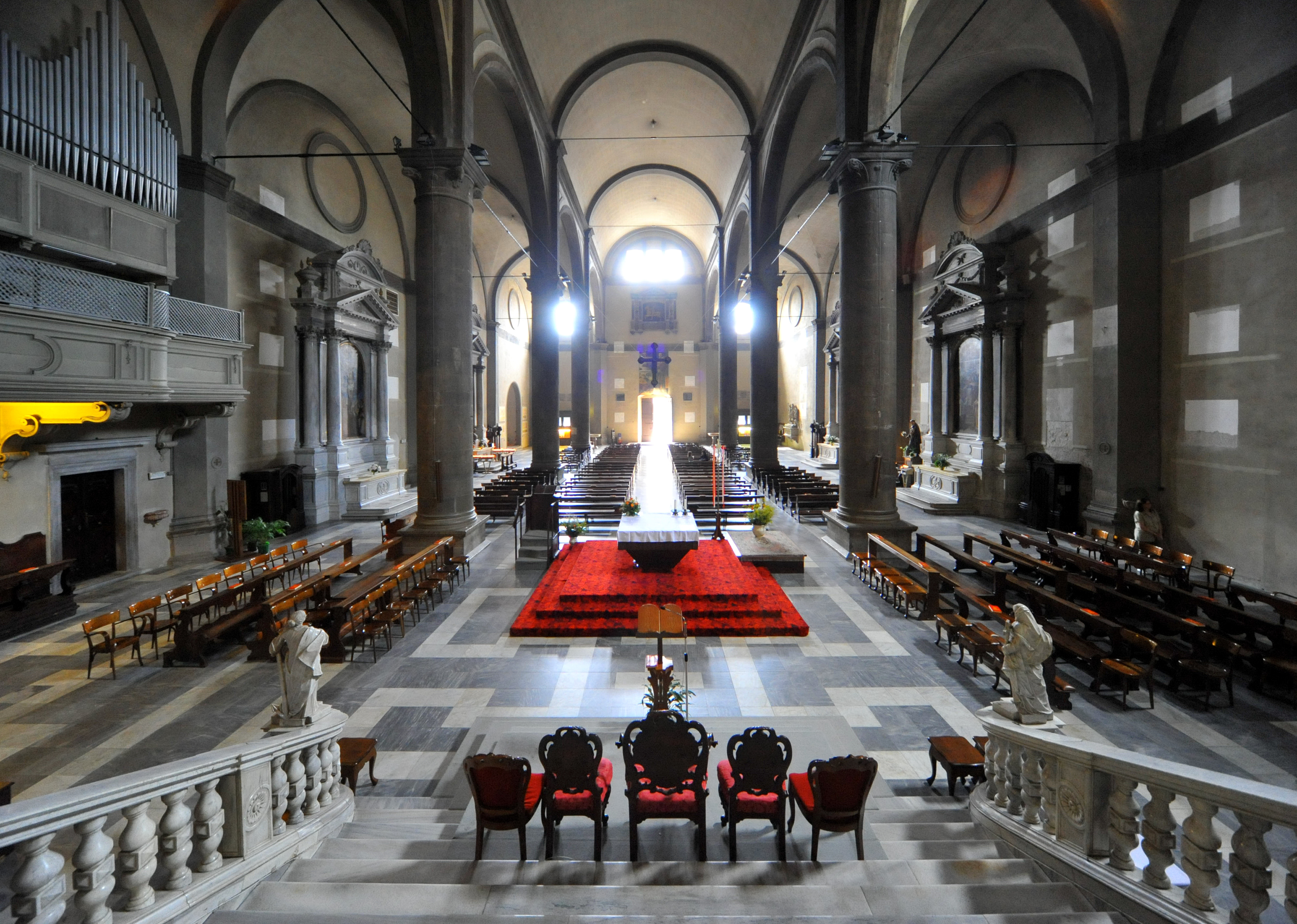
Innenansicht des Doms gegen das Eingangsportal

Der dreischiffige Dom Santa Maria Assunta (Mariä Himmelfahrt) aus dem 14. Jahrhundert wurde nach dem Einsturz im Jahr 1502 unter Leitung des Architekten Pietro Lombardo wieder aufgebaut. 1909 erhob Papst Pius X. den Dom zur Basilica minor. Er beherbergt Werke von beachtlichem künstlerischen und historischen Wert. Den Hochaltar schmückt ein Altaraufsatz des Patriarchen Pilgrim II. (1195–1204). Die lateinische Inschrift wurde mit Hilfe einzelner Buchstabenpunzen hergestellt – über 200 Jahre vor Erfindung des Buchdrucks mit beweglichen Lettern durch Gutenberg. An der Nordwand des linken Seitenschiffes hängt ein lebensgroßes Holzkruzifix aus dem 13. Jahrhundert.

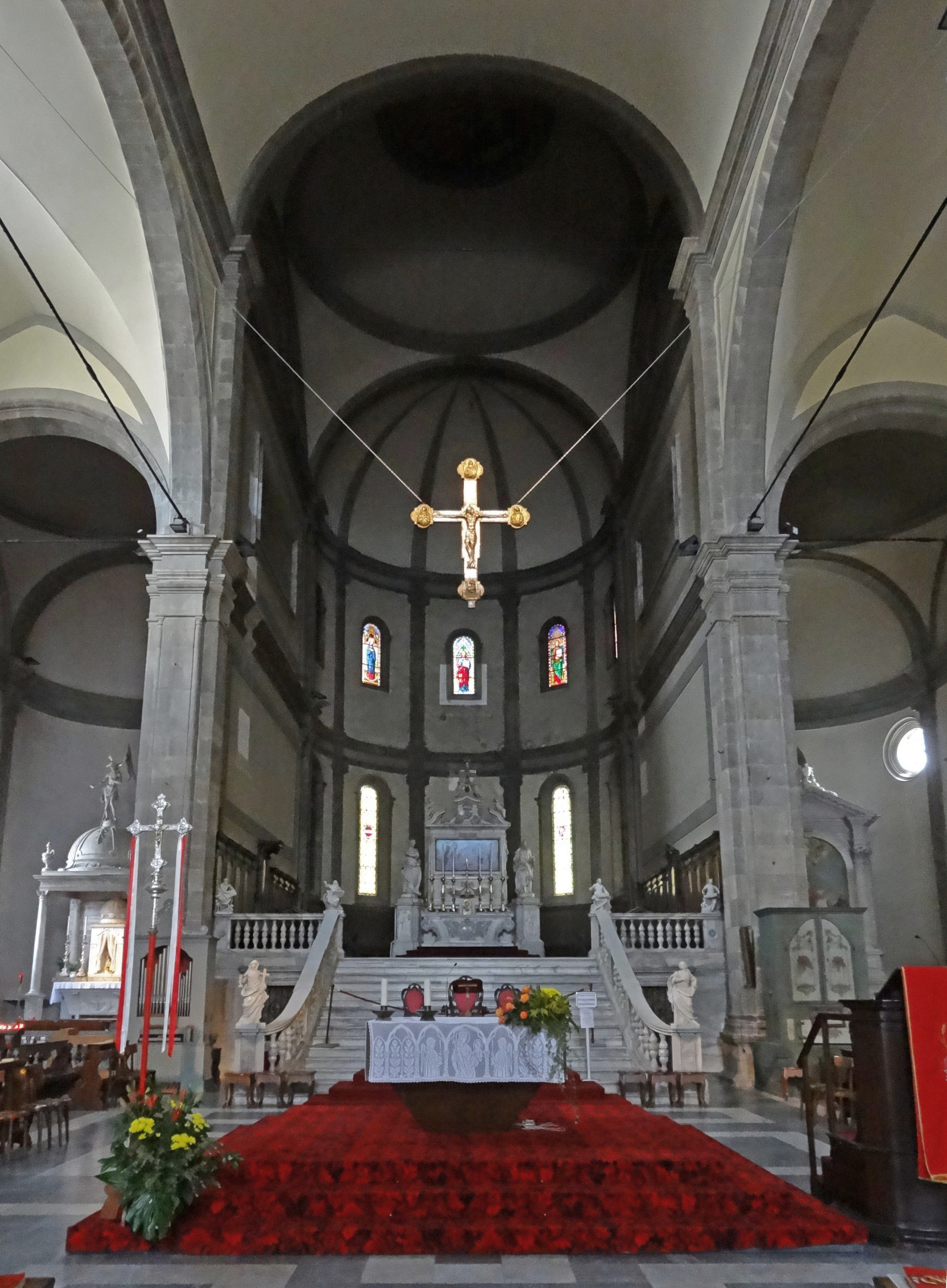
Innenansicht gegen den Chorraum mit dem Hochaltar. Im Vordergrund die Altarinsel mit dem Hauptaltar
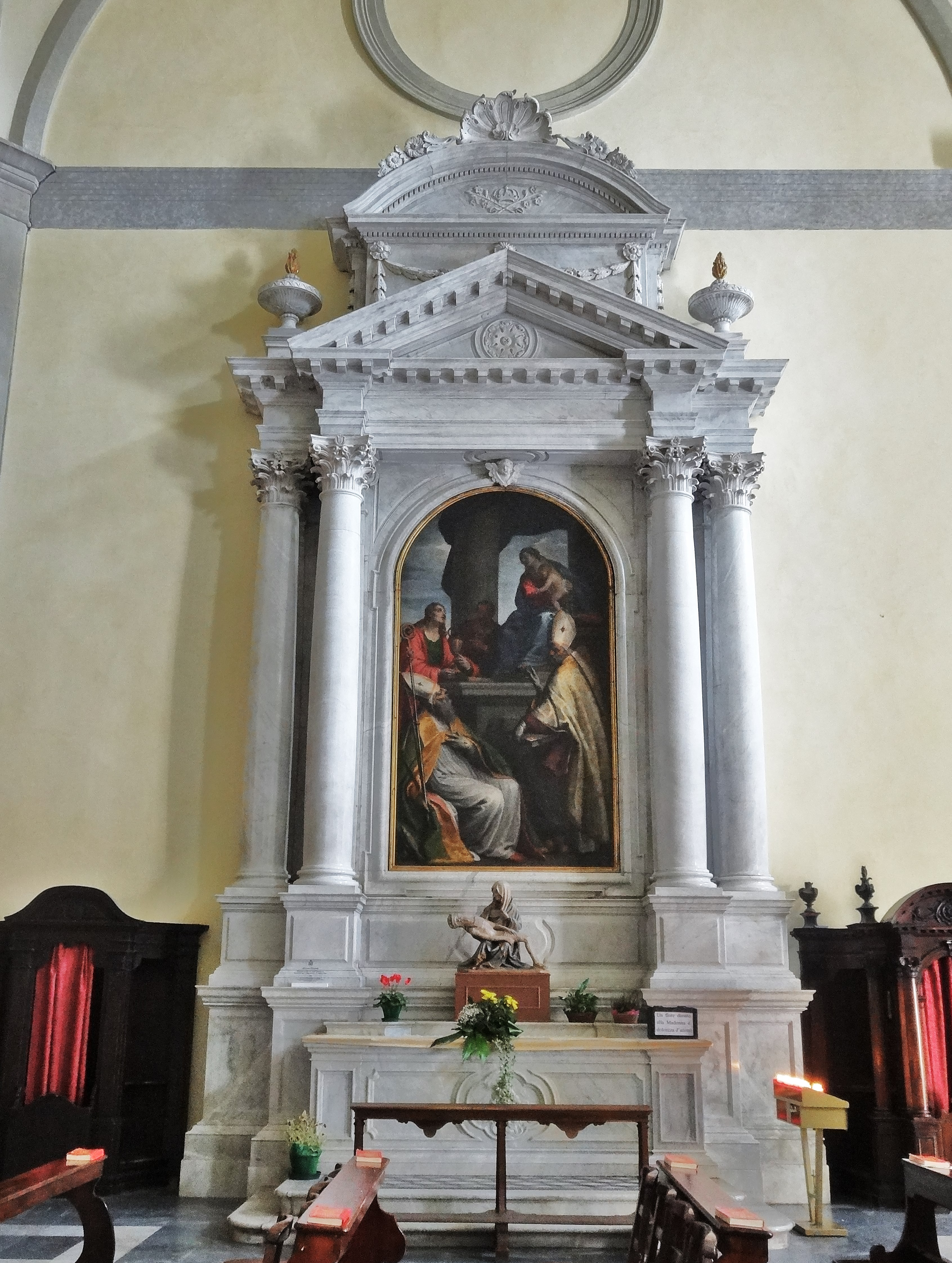
Seitenaltar der Jungfrau Maria
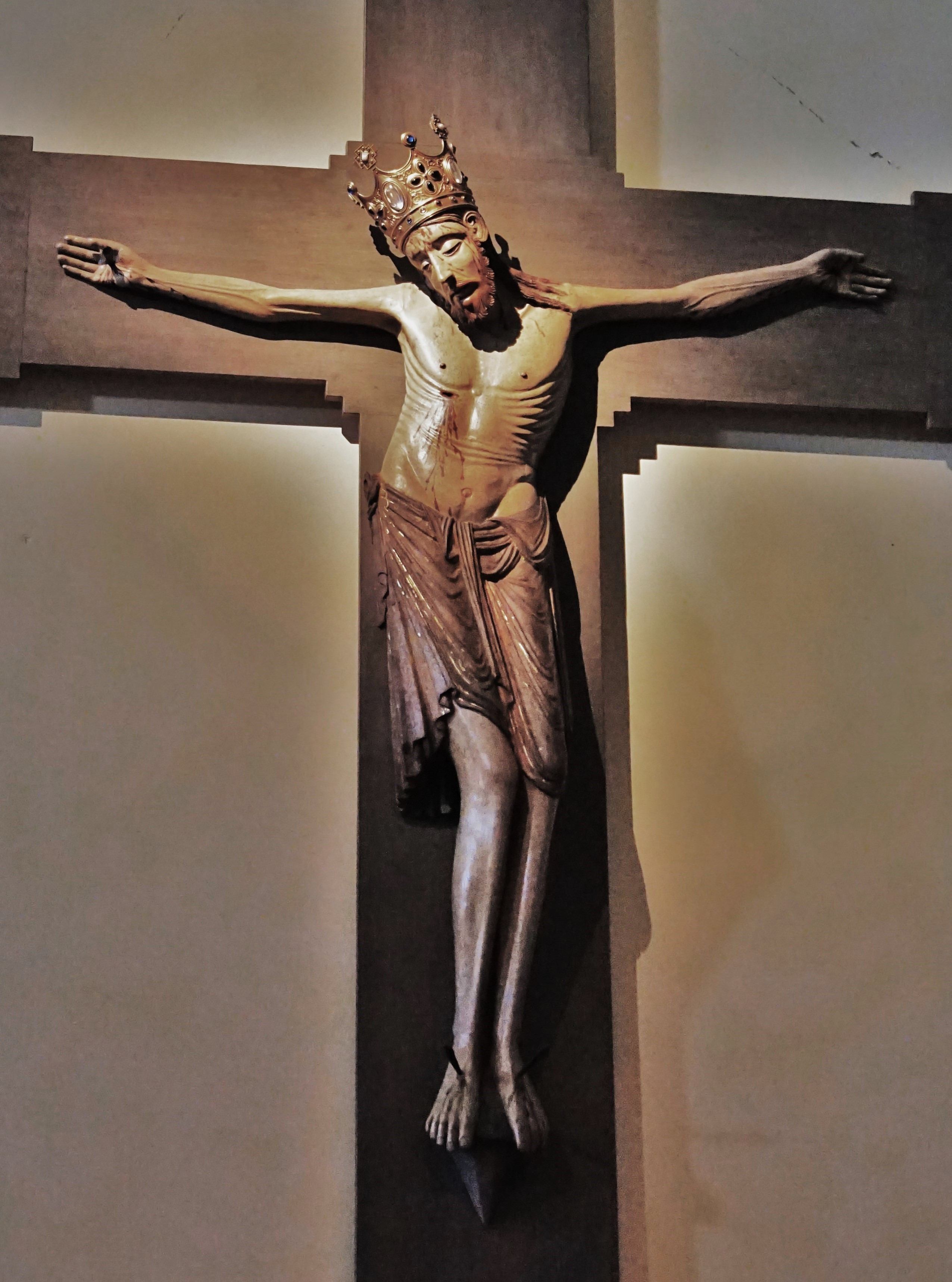
Holzkruzifix

An den Dom angeschlossen ist das Museo Cristiano, in dem sich u. a. ein Langobardenthron und das Calixtus-Taufbecken befinden. Für das Alltagsleben aufschlussreich sind Fresken und in Sgraffitotechnik ausgeführte Darstellungen des langobardischen Alltags.

### Kloster Santa Maria (Tempietto longobardo)
Der Gebäudekomplex des Klosters Santa Maria steht am Steilufer des Natisone im alten langobardischen Viertel Valle. Der Oratorio di Santa Maria aus dem 8. Jahrhundert war möglicherweise eine langobardische Pfalzkapelle; er wird deshalb auch Tempietto longobardo genannt. Dieses Bauwerk hat einen quadratischen Innenraum mit Kreuzgewölbe und ein tonnengewölbtes dreischiffiges Presbyterium mit byzantinisch beeinflussten Stuckverzierungen und Fresken. Das Gewölbefresko des Chores zeigt Christus in der Mandorla umgeben von Heiligen und sechs fein herausgearbeitete vollplastische Figuren von Heiligen. (Siehe auch: Lombardische Präromanik). Mit seinen komplexen Darbietungen ist der Tempietto longobardo als originelles Ensemble, Bestandteil des langobardischen Kulturanteils des italienischen UNESCO-Welterbes.

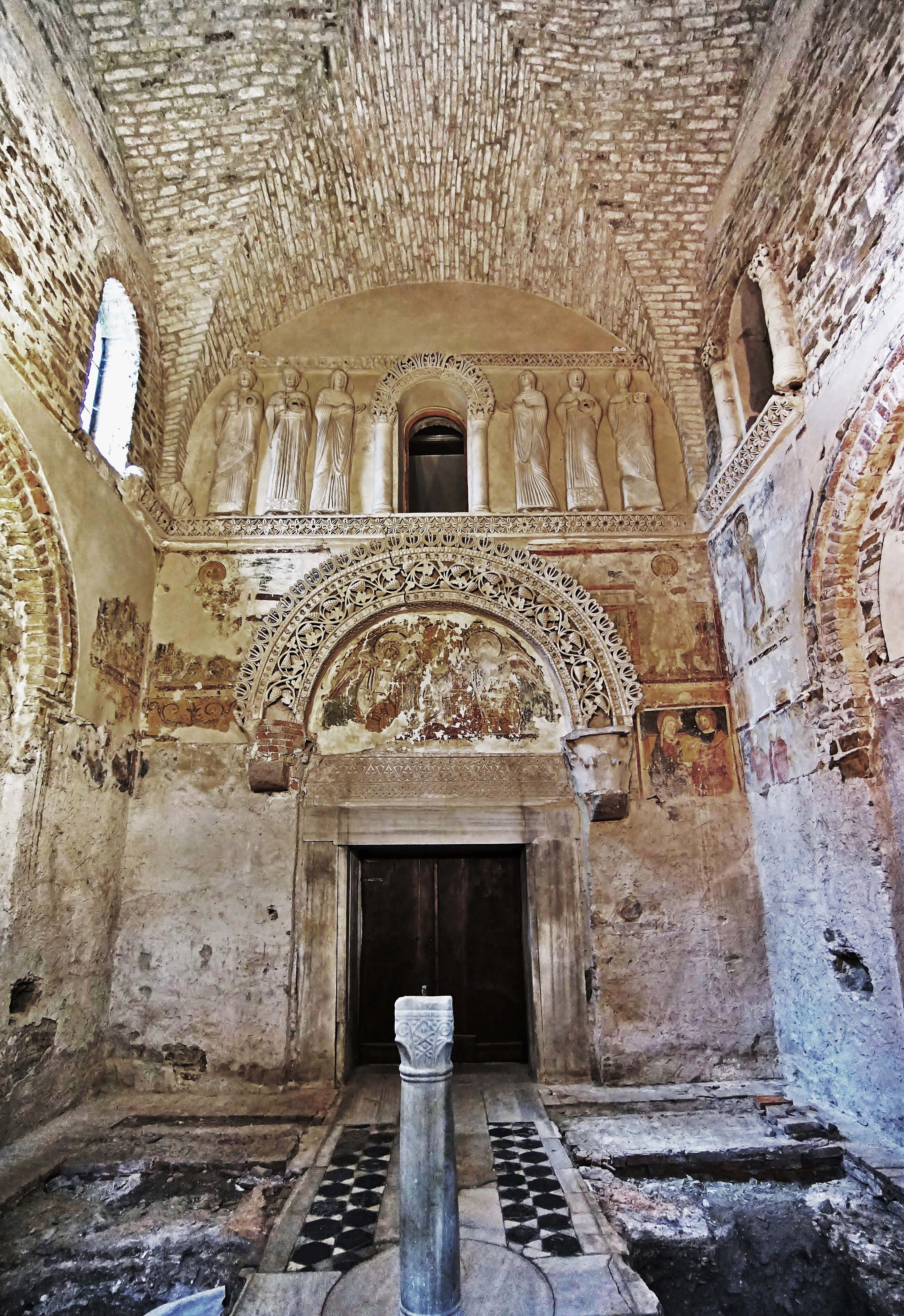
Innenansicht des Oratorio di Santa Maria (Tempietto longobardo) vor der grundlegenden Restaurierung und Ausstattung mit Chorgestühl
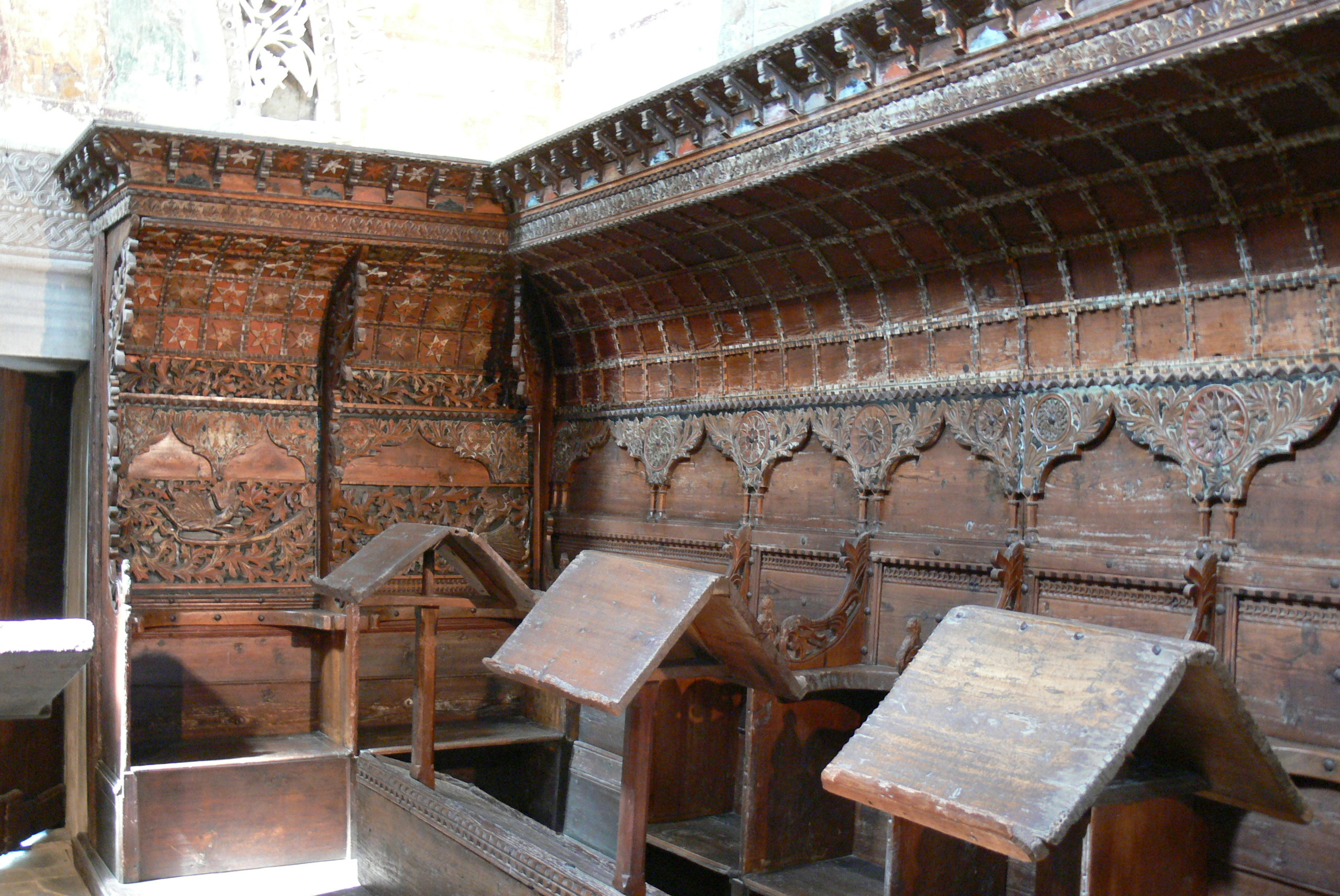
Das Oratorio di Santa Maria mit Chorgestühl aus dem 15. Jahrhundert
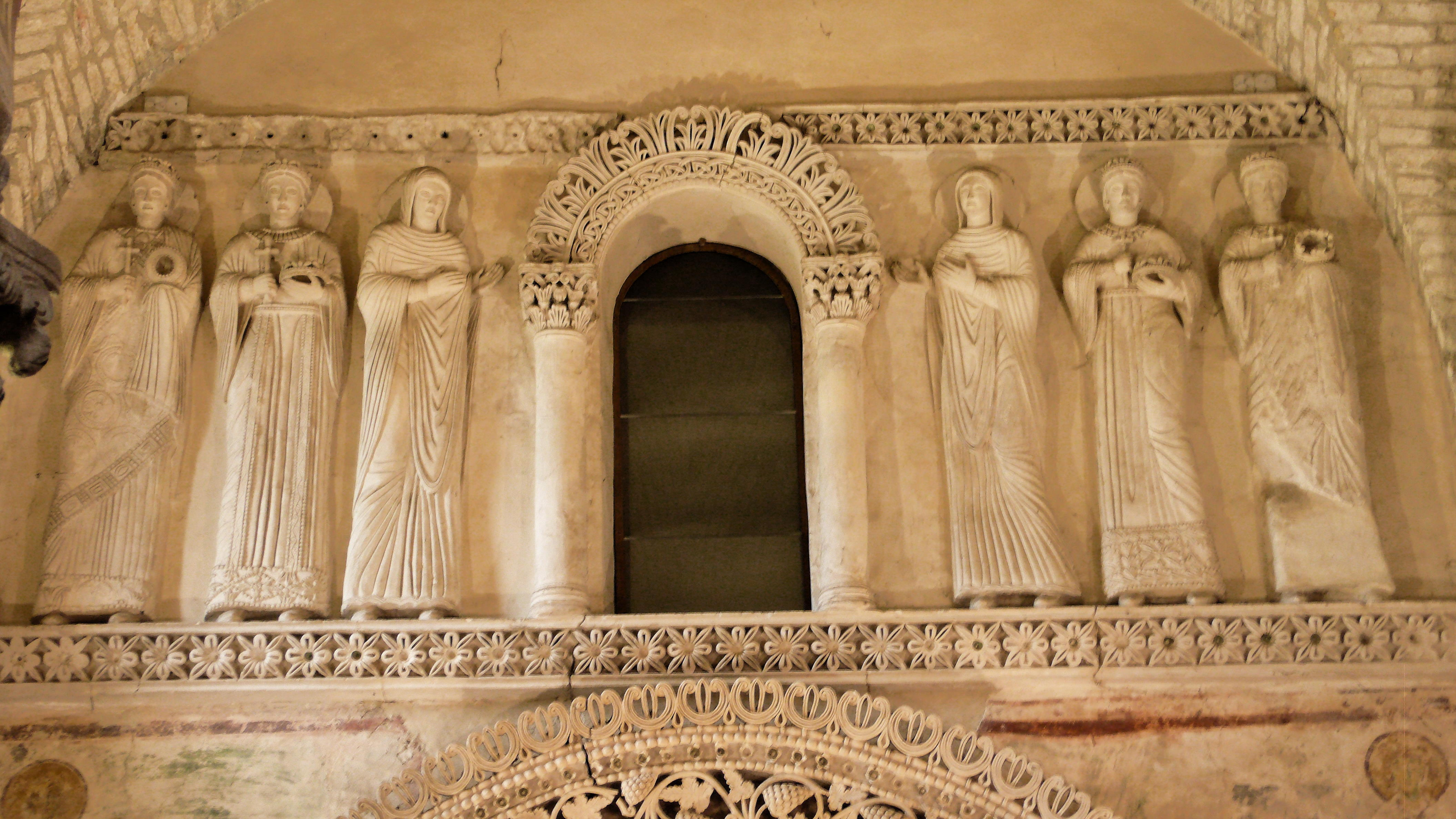
Gesamtansicht der Heiligen
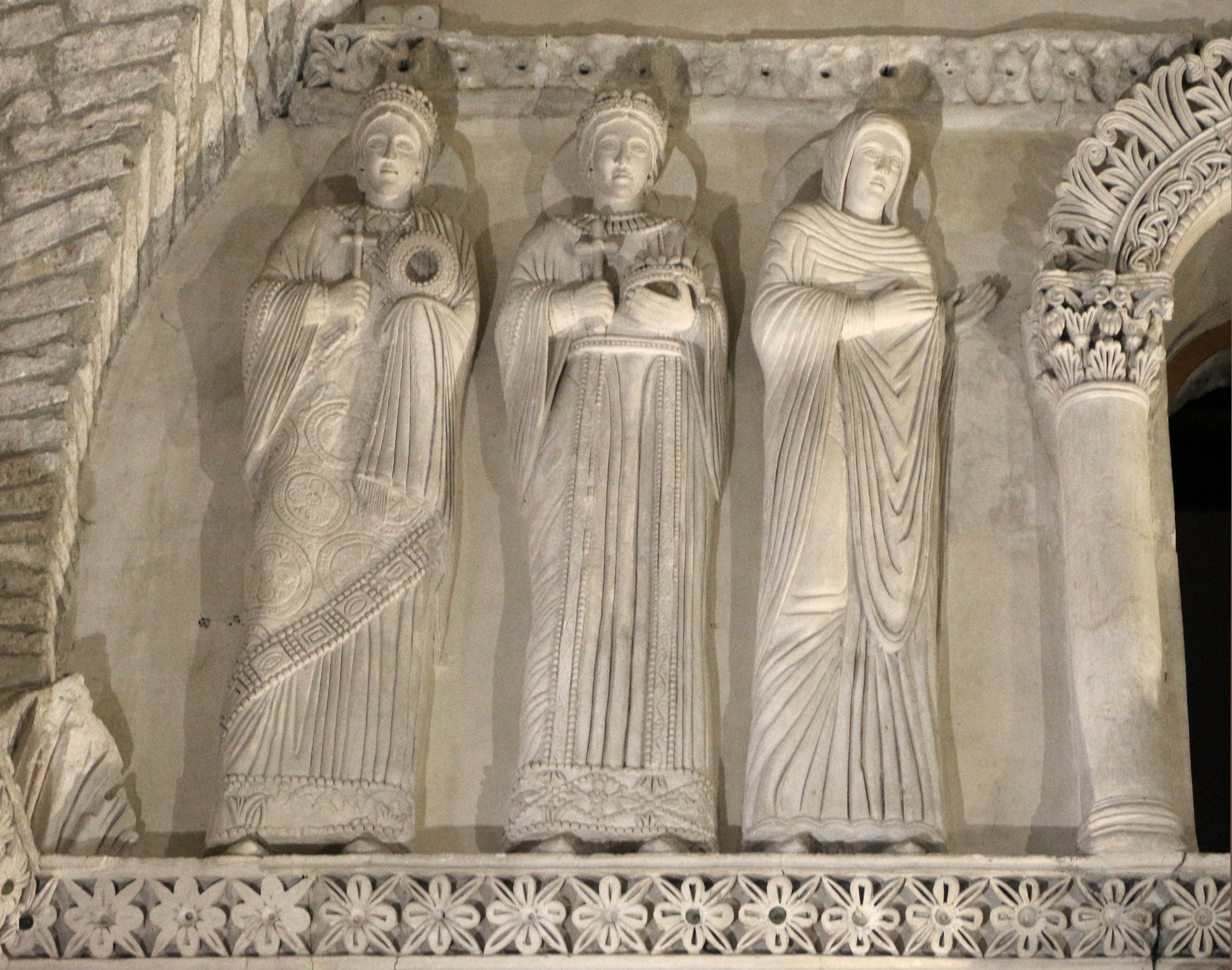
Teilansicht der nahezu lebensgroßen sechs weiblichen Stuckfiguren (Priesterinnen), deren Identifikation allerdings ungeklärt ist (Kernstück des Gastalgada-Areals mit bischöflichem Komplex)
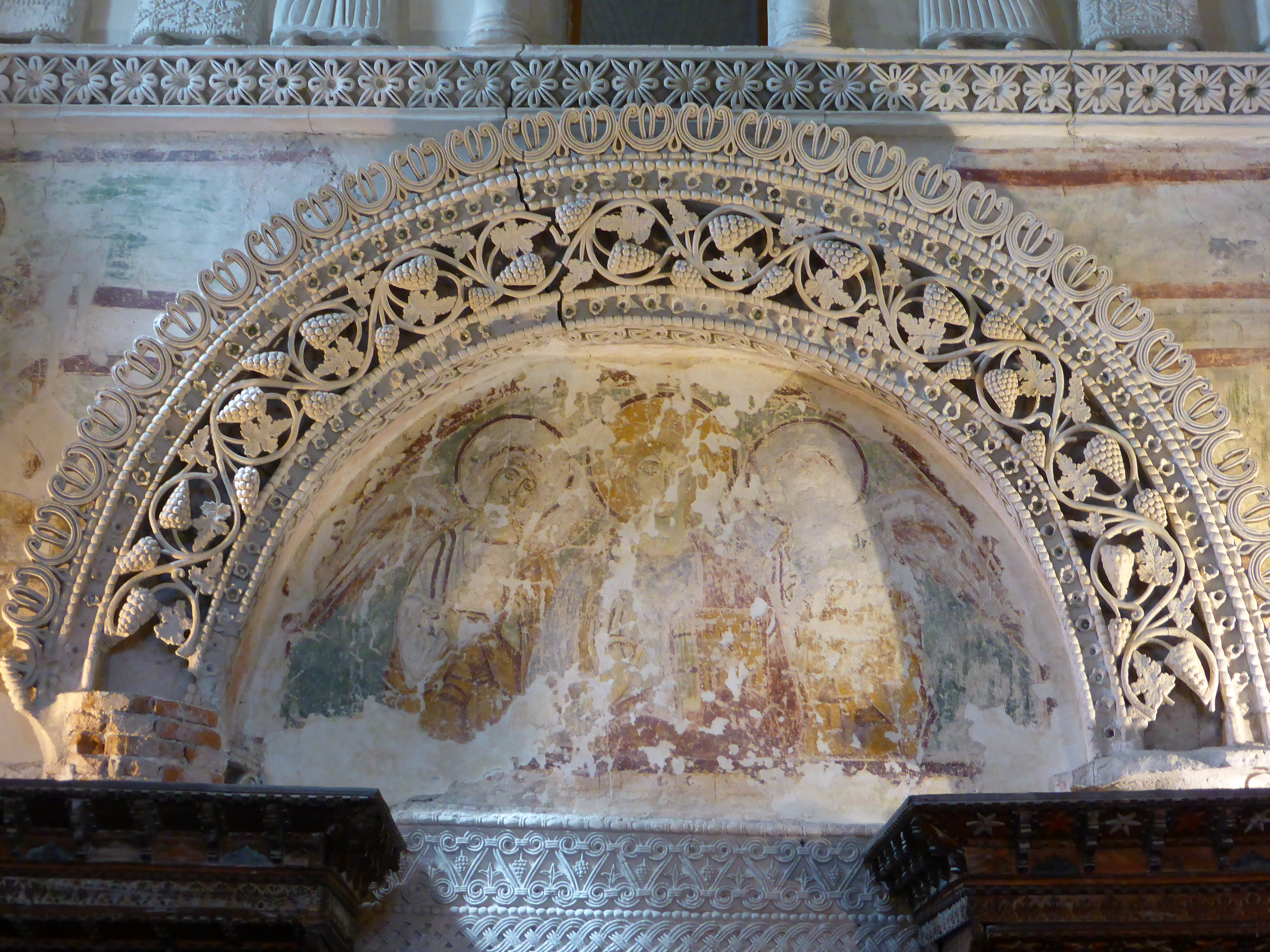
Lünette
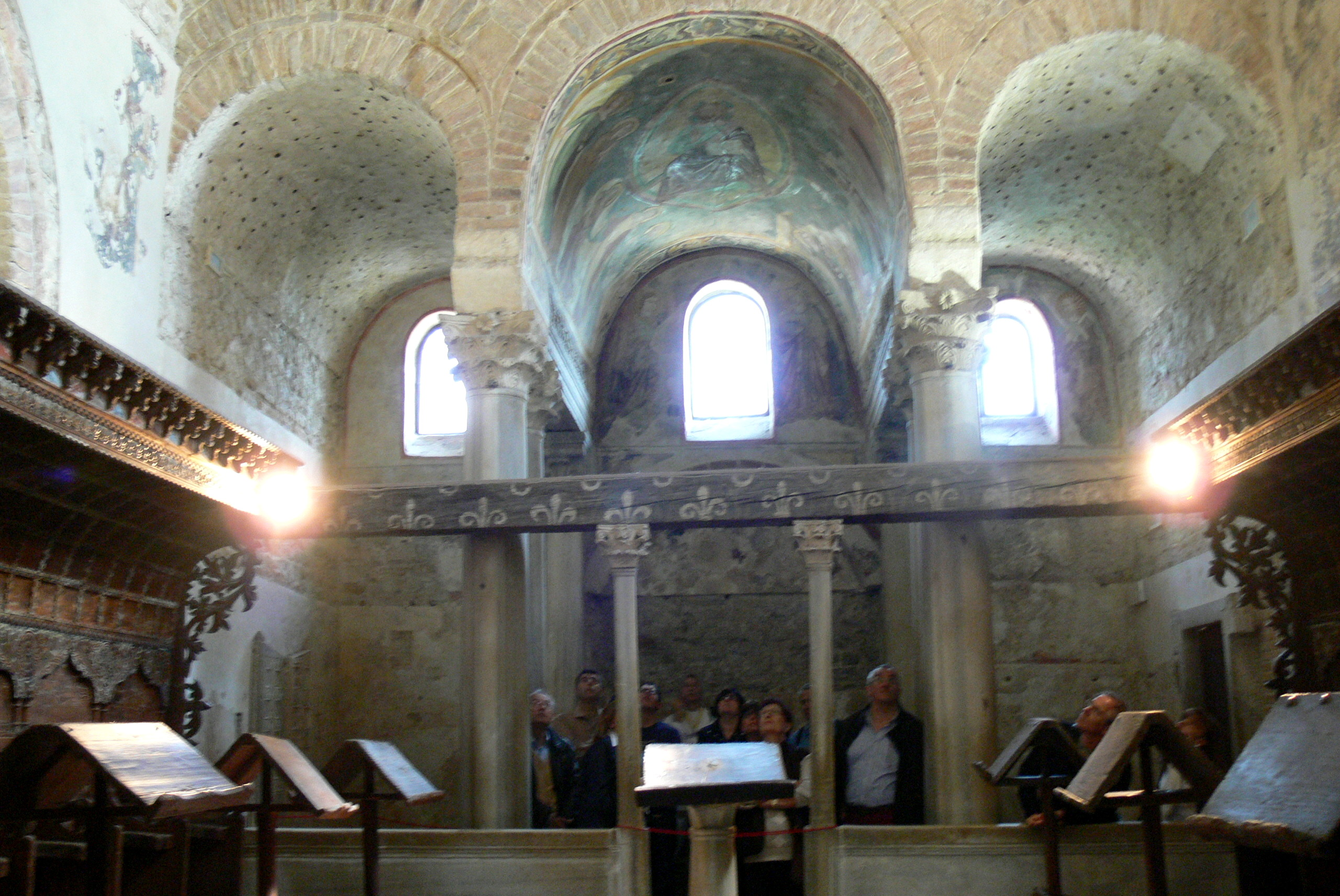
Das Presbyterium ist durch vier Säulenpaare und zwei rechteckige Säulen unterteilt; die Brüstung der Ikonostase trennt drei Räume mit Tonnengewölben von der Halle ab
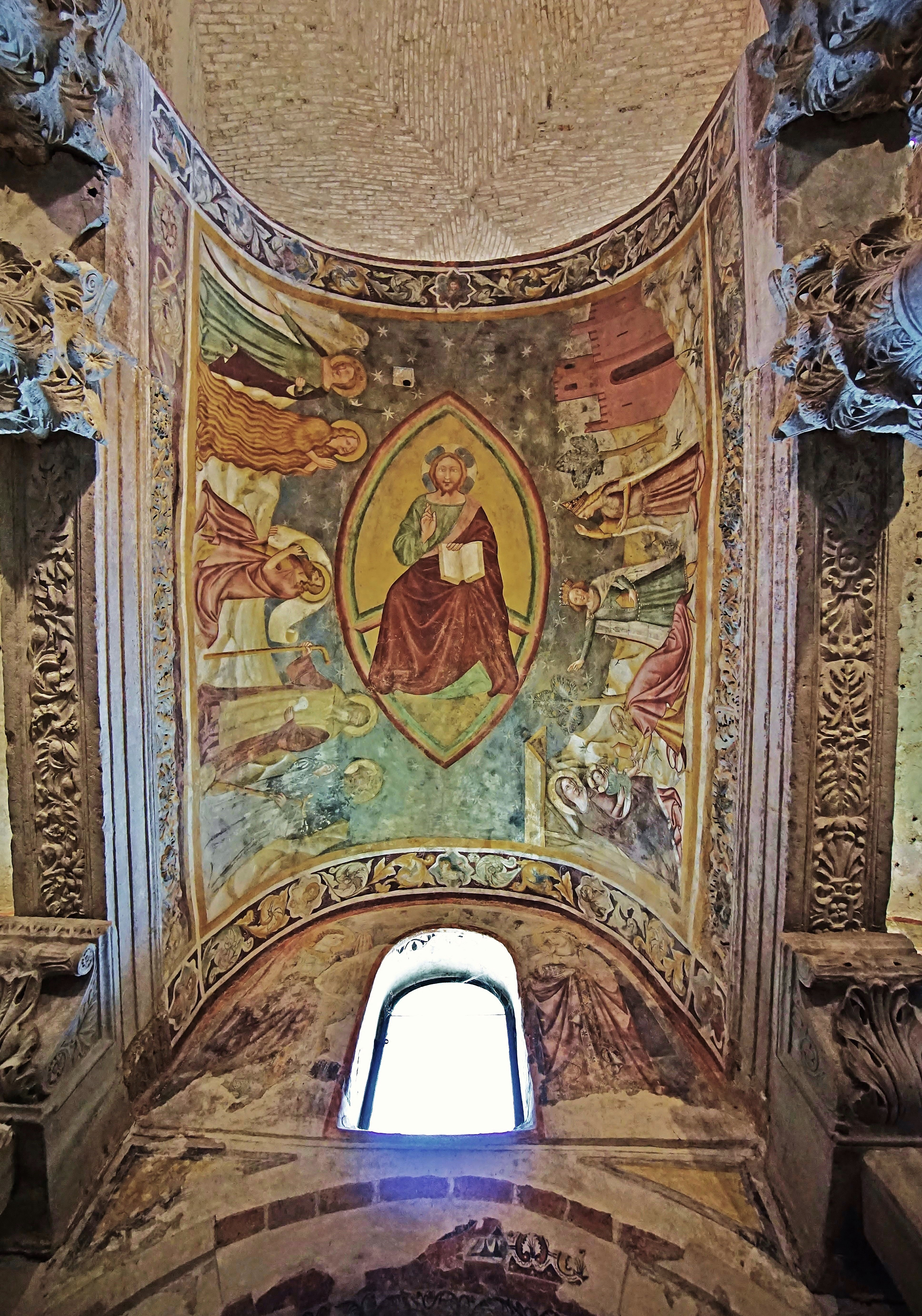
Fresko im Gewölbe des Presbyteriums (Christus in der Mandorla umgeben von Heiligen)

### Weitere Kirchengebäude
- Die Kirche San Giovanni in Valle geht auf die Palastkirche des Königshofes der frühen Langobardenzeit zurück.
- Die Kirche der Heiligen Petrus und Blasius (Chiesa dei Santi Pietro e Biagio) fällt durch ihre mit Fresken gestaltete Westfassade auf. Sie stammen von 1506–1508 und wurden 2013 restauriert. In einer Seitenkapelle zeigt ein Fresko den hl. Blasius auf einem Thron.

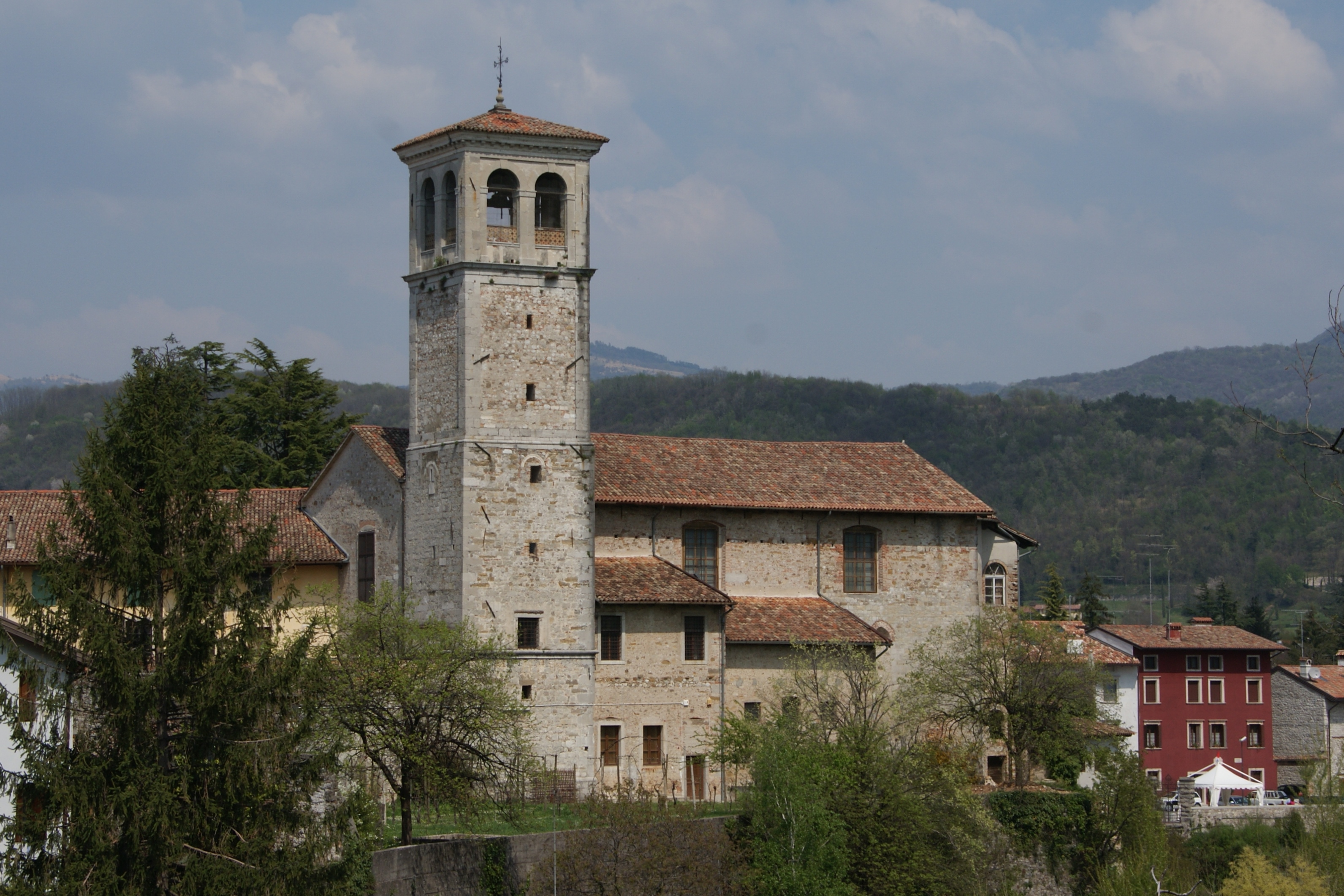
Die Kirche San Giovanni in Valle
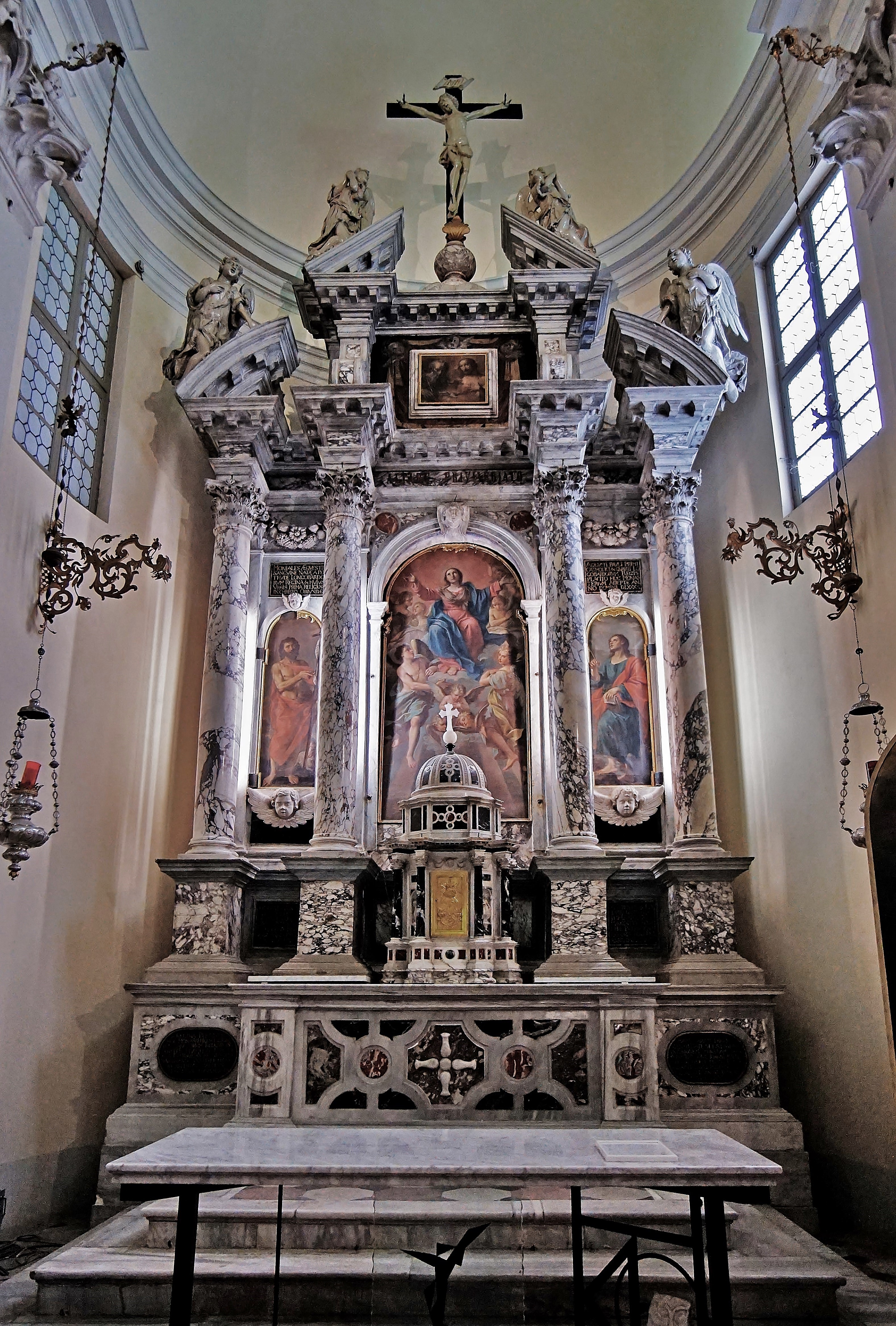
Altar der Kirche San Giovanni in Valle
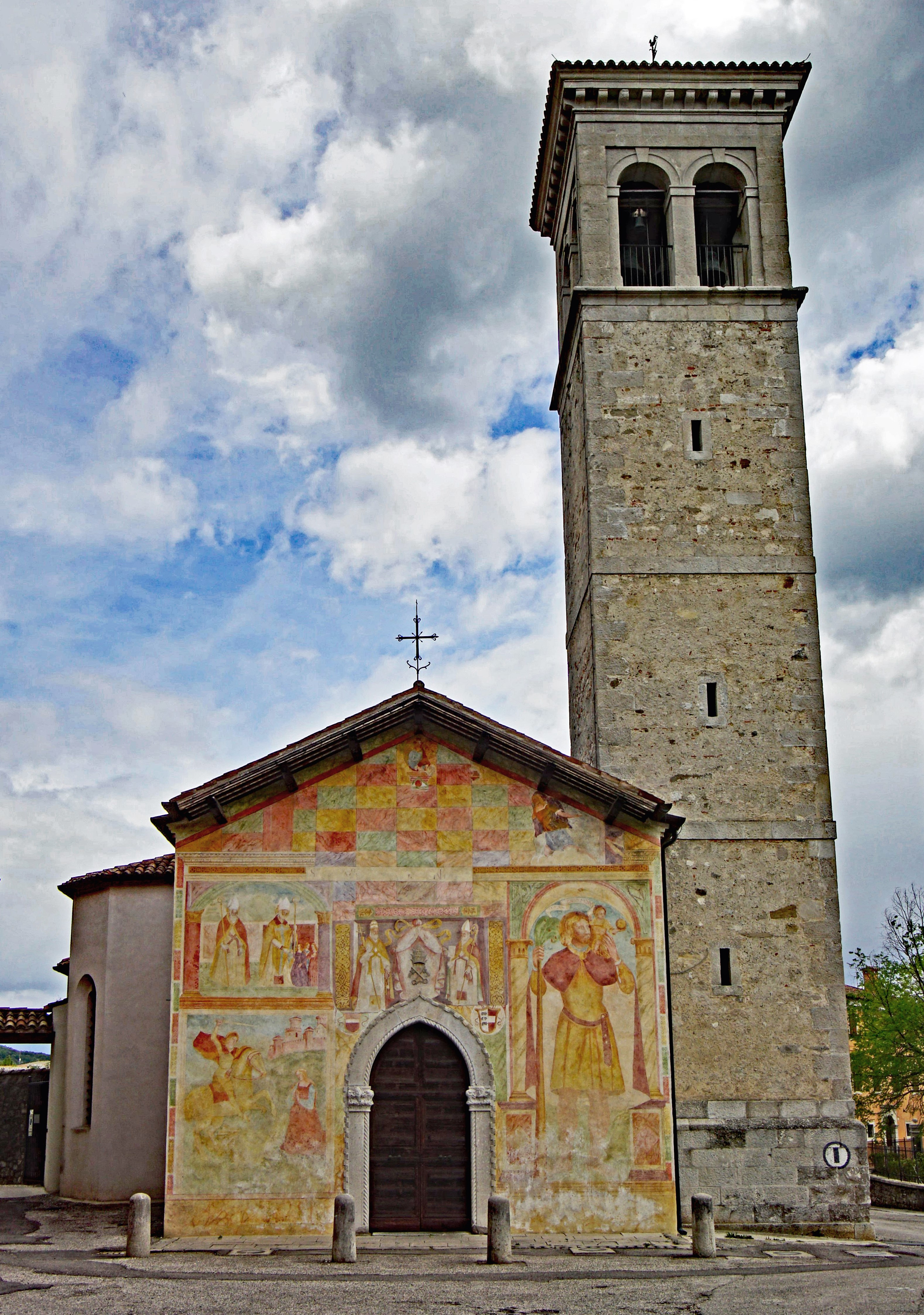
Die Kirche der Heiligen Petrus und Blasius
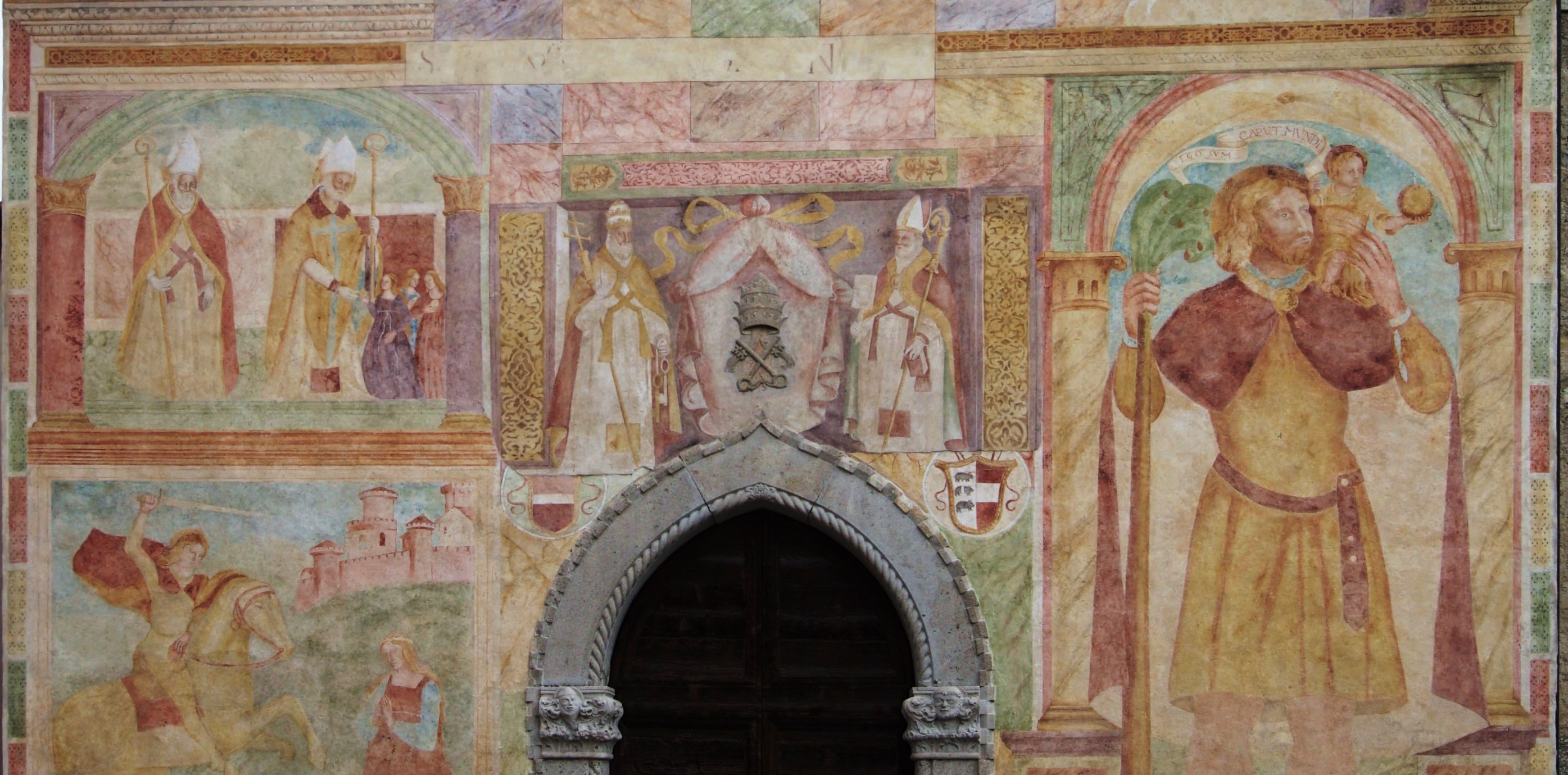
Teilansicht der Fassadenfresken
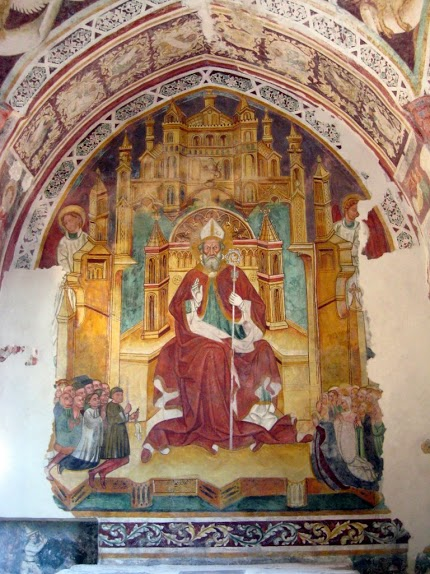
Fresko des hl. Blasius auf einem Thron

- Die Chiesa di San Francesco ist nicht mehr geweiht und wird für Ausstellungen genutzt.
- Im Osten oberhalb der Altstadt, unweit der slowenischen Grenze, befindet sich die Kirche Madonna del Monte.

## Söhne und Töchter

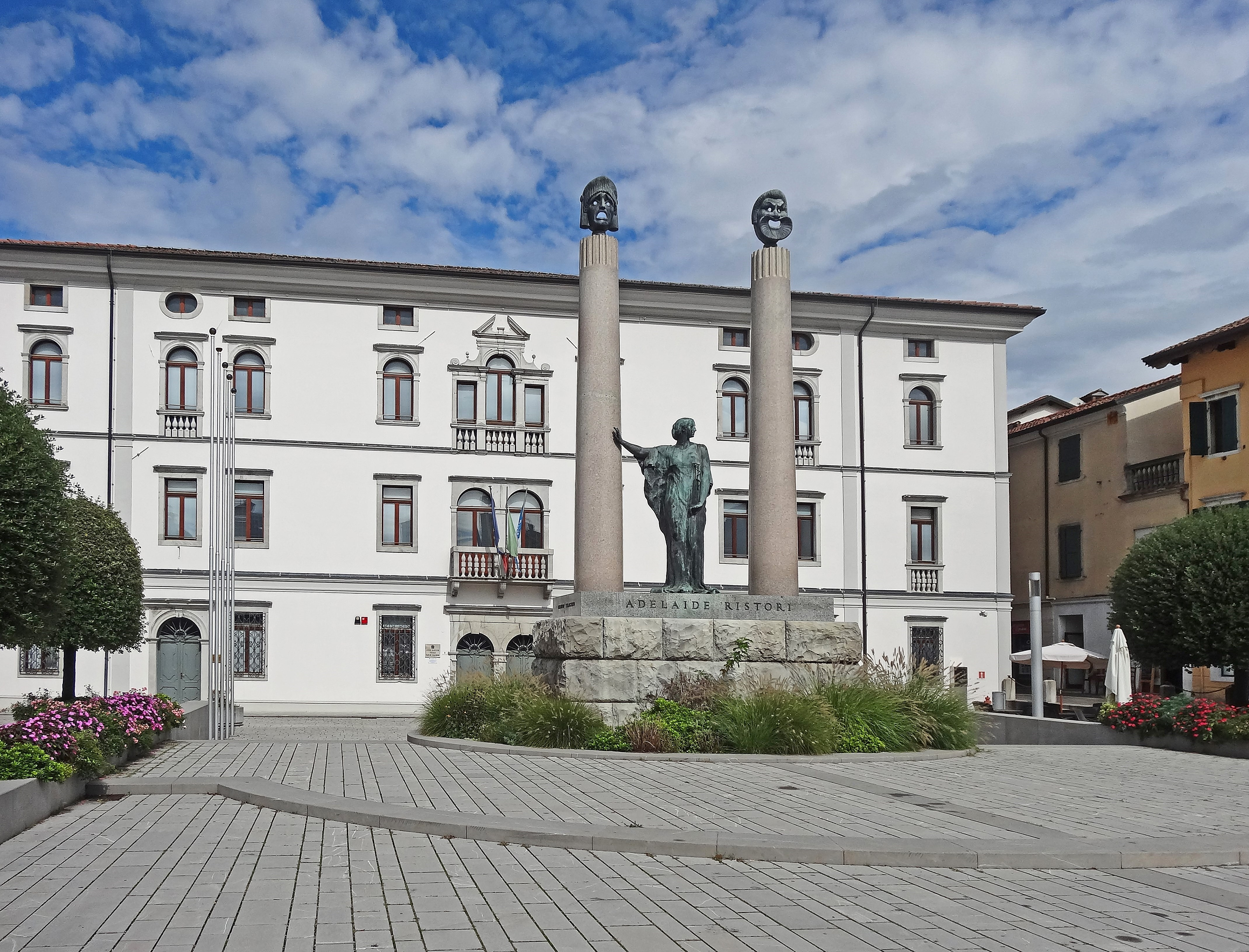
Das Denkmal für Adelaide Ristori auf dem Foro Giulio Cesare

- Paulus Diaconus oder Paul Warnefried (725/730–797/799), langobardischer Geschichtsschreiber
- Paulinus II. von Aquileia (zwischen 730 und 740 – 802), Patriarch von Aquileia, Grammatiker und Theologe
- Richard Sbrulius (um 1480 – nach 1528), italienischer Humanist und Poet
- Camillo Graffico (um 1565 – 1615), Kupferstecher, Maler, Kunstschmied und Verleger
- Adelaide Ristori (1822–1906), Schauspielerin
- Eugenio Galliussi (1915–2010), französisch-italienischer Radrennfahrer
- Roberto Chiacig (* 1974), Basketballspieler
- Lorenzo Crisetig (* 1993), Fußballspieler